# Duras
Duras település Franciaországban, Lot-et-Garonne megyében. Lakosainak száma 1206 fő (2022. január 1.). Duras Savignac-de-Duras, Taillecavat, Saint-Pierre-sur-Dropt, Cours-de-Monségur, Auriac-sur-Dropt, Baleyssagues, Esclottes, Pardaillan és Saint-Sernin községekkel határos.

## Népesség
A település népességének változása:
| Lakosok száma | 1298 | 1244 | 1200 | 1182 | 1313 | 1315 | 1284 | 1219 | 1214 | 1206 |
|               | 1968 | 1982 | 1990 | 2006 | 2013 | 2015 | 2017 | 2019 | 2020 | 2022 |